# Oksana Shyshkova
Oksana Chychkova est une fondeuse et biathlète malvoyante (B2) ukrainienne, née le 10 juin 1991 à Kharkov.
Elle a notamment remporté plusieurs médailles aux Jeux paralympiques d'hiver, dont cinq titres : deux en 2018 et trois en 2022.

## Biographie
Elle commence à perdre la vue à l'âge de 10 ans. Son arrière-grand-père est l'écrivain soviétique Vyacheslav Shishkov (en).
Lors des Jeux de 2014 à Sotchi, Oksana Shyshkova remporte quatre médailles de bronze : trois en biathlon (6 km, 10 km et 12,5 km) et une en ski de fond (1 km sprint). Elle a alors pour guide la fondeuse Lada Nesterenko.
Aux Jeux de 2018 à PyeongChang, elle remporte le titre du 10 km en biathlon, ainsi que l'argent en 6 km en biathlon et en 15 km en ski de fond.

## Palmarès

### Jeux paralympiques
| Épreuve / Édition                              | Vancouver 2010 | Sotchi 2014 | Pyeongchang 2018 | Pékin 2022 |
| biathlon 3 km malvoyante                       | 5e             |             |                  |            |
| biathlon 6 km malvoyante                       |                | Bronze      | Argent           | Or         |
| biathlon 10 km malvoyante                      |                | Bronze      | Or               | Argent     |
| biathlon 12,5 km malvoyante                    | 6e             | Bronze      | Argent           | Or         |
| ski de fond 1 km sprint libre malvoyante       |                | Bronze      | —                |            |
| ski de fond 1 km sprint classique malvoyante   | 6e             |             |                  |            |
| ski de fond 1,5 km sprint classique malvoyante |                |             | Bronze           | Argent     |
| ski de fond 5 km classique malvoyante          | 7e             |             |                  |            |
| ski de fond 15 km classique malvoyante         |                |             | Argent           | Or         |
| ski de fond relais mixte 4 × 2,5 km malvoyante |                | 4e          | Or               |            |